# Бутунтайське сільське поселення
Бутунта́йське сільське поселення (рос. Бутунтайское сельское поселение) — сільське поселення у складі Александрово-Заводського району Забайкальського краю Росії.
Адміністративний центр — село Бутунтай.

## Історія
2011 року було ліквідоване Мулінське сільське поселення (село Муліно), територія увійшла до складу Бутунтайського сільського поселення.

## Населення
Населення сільського поселення становить 419 осіб (2019; 524 у 2010, 741 у 2002).

## Склад
До складу сільського поселення входять:
| Населений пункт | Населення, осіб (2002) | Населення, осіб (2010) |
| --------------- | ---------------------- | ---------------------- |
| Бутунтай, село  | 482                    | 368                    |
| Муліно, село    | 259                    | 156                    |